# Борислав Йотов
Академик доктор Борислав Йотов е български юрист, писател, автор на криминални романи и множество трудове в областта на правото, бивш народен представител.

## Биография
Академик д-р по право Борислав Йотов е завършил Юридическия факултет на Софийския университет „Св. Климент Охридски“. Има 38-годишен професионален стаж само като прокурор – заместник-районен, районен, заместник-градски, и.д. градски прокурор на София, прокурор в Главната прокуратура (сега Върховна касационна прокуратура). Университетски преподавател по наказателно, международно наказателно и интелектуално право. Защитил е докторска дисертация на тема „Международноправно сътрудничество в борбата с тероризма“.
Автор е на учебници по Наказателно право, Основи на правото и първите в България учебни трудове по международно наказателно право и право на интелектуалната собственост. Автор е и на 150 научни и художествено-публицистични книги.
Член е на Съюза на българските писатели, на Световната организация на писателите криминалисти AIEP, и Българска академия за науки и изкуства.
Бил е секретар на Съюза на юристите в България и на ЦС на СЮБ.
За книгата си „Империите са мъртви – България е още жива“ е награден с Голямата награда на Асоциацията при ООН „Феномени“ и с юбилеен медал на Организацията на Тракийските дружества в България.
За професионални постижения е награден с почетен знак на Съюза на българските юристи и с личен почетен знак I степен – златен на Висшия съдебен съвет.
Член е на българската асоциация по Международно право. Бил е Председател на читалище и три мандата народен съветник и председател на Комисия по законността.
В края на 2014 г. публикува книгата „За мирна отмяна на Ньойския договор“, в която посочва, че има 24 международно-правни причини за отмяната на договора – сред които са държането под арест на българската делегация и заплахите на Лойд Джордж и Клемансо, че България ще бъде окупирана при отказ от подписване на договора.

## Личен живот
Семеен, с 2 деца. Дъщеря журналистка и син юрист.